# Clan Khalas
 (août 2025).
Le clan Khalas est un clan palestinien de la bande de Gaza dirigé par Rami Khalas, un militant du Fatah. Il est soutenu par Israël et combat activement le Hamas pendant la guerre de Gaza en cours depuis 2023.

## Histoire
Le clan Khalas, actif dans le quartier de Shuja'iyya à Gaza, est affilié au Fatah et historiquement hostile au Hamas. Des affrontements entre le clan et le Hamas ont eu lieu après la prise de contrôle de la bande de Gaza par ce dernier en 2007.
L'un de ses membres notables est Ahmad Khalas, membre du Comité central du Fatah et représentant du président de l'Autorité palestinienne Mahmoud Abbas à Gaza. Le groupe participe actuellement à l'offensive de Shuja'iyya de 2025 contre le Hamas,,,.